# Гай Анцій Авл Юлій Квадрат
Гай Анцій Авл Юлій Квадрат (лат. Gaius Antius Aulus Iulius Quadratus; ? — після 115) — державний діяч Римської імперії, консул-суффект 94 року, ординарний консул 105 року.

## Життєпис
Народився у Пергамі, провінція Азія (сучасна Туреччина). Свій рід вів від пергамської династії Атталідів. Його предкам право римського громадянства надав особисто Октавіан Август. Був прихильником Веспасіана. Завдяки цьому у 73 році став сенатором. За правління імператора Тита поїхав на Схід, де в Ефесі служив легатом у Марка Ульпія, батька майбутнього імператора Траяна, з яким у цей час затоваришував.
У 81 році імператор Доміціан призначив його головою імператорського суда. Був головою тріумвірів із посадою vir aere argento auro flando feriundo, на ній відповідав за карбування монети. У 84—85 роках як проконсул керував провінцією Крит і Киренаїка, а у 90—93 роках — він імператорський легат—пропретор у провінції Лікія і Памфілія. За це час накопичив маєтки у Пергамі, Лікаонії, Єгипті, на Сицилії.
П У 94 році призначено консулом-суффектом разом з Марком Лоллієм Пауліном Децимом Валерієм Сатурніном. У 100 році увійшов до колегії арвальських братів. У 100–104 роках як імператорський легат керував провінцією Сирія.
У 105 році став ординарним консулом разом з Тиберієм Кандідом Марієм Цельсом. Траян відкрито називав Квадрата своїм «ясновельможним другом» (amicus clarissimus). У 109–115 роках — проконсул у провінції Азія. Тоді ж опікувався розбудовою рідного міста Пергама (зокрема сприяв будуванню великого акведука), за що місцевий магістрат установив декілька статуй Юлія Квадрата. За його ініціативою зведено велетенський храм Траяна на пергамському акрополі. На його честь у 115 році Квадрат випустив бронзову монету із зображенням Траяна. Подальша доля невідома.